# 聖洛倫索 (阿瓦查潘省)
聖洛倫索（西班牙語：San Lorenzo），是薩爾瓦多的城鎮，位於該國西部，由阿瓦查潘省負責管轄，面積48.33平方公里，海拔高度513米，2007年人口9,606，人口密度每平方公里198.76人。
14°2′N 89°47′W / 14.033°N 89.783°W